# Ghitorni
Ghitorni é uma vila no distrito de South West, no estado indiano de Deli.

## Demografia
Segundo o censo de 2001, Ghitorni tinha uma população de 9123 habitantes. Os indivíduos do sexo masculino constituem 57% da população e os do sexo feminino 43%. Ghitorni tem uma taxa de literacia de 69%, superior à média nacional de 59,5%: a literacia no sexo masculino é de 80% e no sexo feminino é de 55%. Em Ghitorni, 15% da população está abaixo dos 6 anos de idade.